# Устье (Наро-Фоминский район)
Устье — деревня в Наро-Фоминском районе Московской области, входит в состав сельского поселения Волчёнковское. Численность постоянного населения по Всероссийской переписи 2010 года — 687 человек, в деревне числятся 2 улицы. В Устье действует средняя школа, которая носит название «МБОУ Татищевская ООШ», детский сад № 54. До 2006 года Устье входило в состав Афанасьевского сельского округа.
Деревня расположена в юго-западной части района, на правом берегу реки Исьма (приток Протвы), примерно в 10 км к востоку от города Верея, высота центра над уровнем моря 158 м. Ближайшие населённые пункты — Татищево на противоположном берегу реки и Глинки в 300 м на север.